# Салта
Салта (араб . سلتة) — традиційна єменська страва, на зразок рагу, густого м'ясного супу зі спеціями. В Османській імперії салта правила за наїдок милосердя, адже нерідко страву готували з рештків їжі, пожертвуваної заможними або мечетями. Салту споживають найчастіше в північних районах країни. Переважно подають на обід. 
Основою салти є рагу з м’яса, що має назву марак, шматок пажитника та сахавік (суміш перцю чилі, помідорів, часнику та трав, подрібнених у сальсу). Зазвичай салту їдять разои з рисом, картоплею, яйцями та овочами. Страву споживають за традицією з кхубз мулава, єменським пласким хлібом, його ж використовують як посуд, щоб зачерпнути наїдку.
Салта — старовинна єменська страва, як вважається, з тисячолітньою історією. Існує думка, що початково її інгредієнтами були тільки марак і хульба (пажитник). Відтоді культура приготування розвивалась, що дало початок двом стравам: салта і фахса.